# Römmler & Jonas

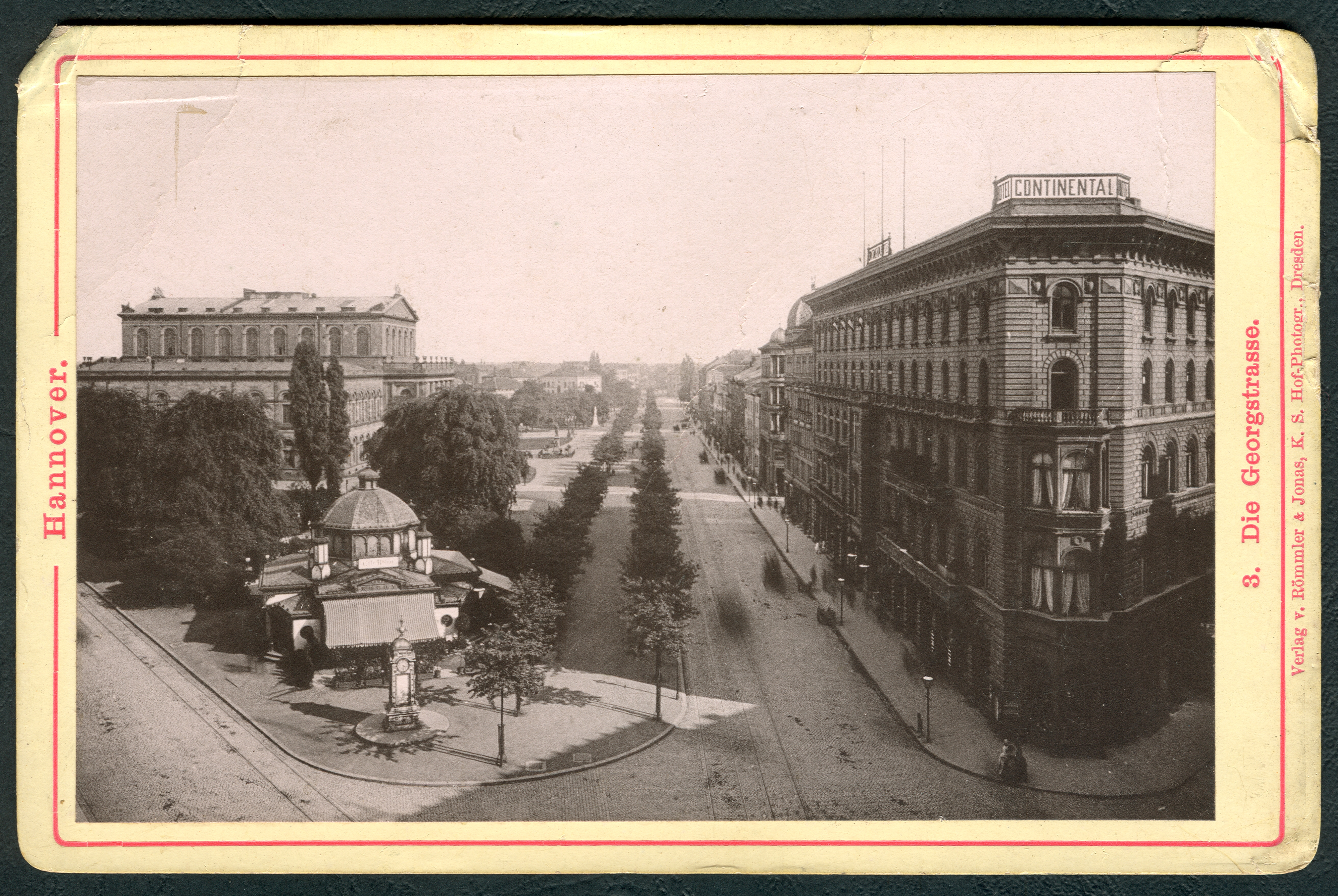
Typisch nummeriertes Kabinettfoto mit dem umlaufenden roten Rand, hier Serie „Hannover“, laufende Nummer „3., Die Georgstraße“; Römmler & Jonas, Königlich Sächsischer Hof-Photograph, um 1880

Die 1871 gegründete „Kunstdruck-Anstalt Römmler & Jonas“ war ein Verlag in Dresden, der mit seiner angeschlossenen Licht- und Buch-Druckerei insbesondere durch seine Architekturfotografien bekannt wurde. Das Unternehmen war spezialisiert auf die Herstellung von Stadtansichten, die es systematisch in jeder größeren Stadt von eigenen Operateuren ablichten ließ und dann zumeist im Kabinettformat über Papier-, Buch- und Kunstdruckhandlungen vertrieb.
In den 1890er Jahren wurden außerdem teilweise laufend nummerierte Ansichtskarten mit Ablichtungen europäischer Städte wie etwa Ljubljana herausgegeben oder auch sogenannte Künstlerpostkarten wie etwa die mit Motiven von Ägypten, gestaltet von dem Maler Carl Wuttke.

## Geschichte

### Vorgeschichte
Emil Römmler (1842–1941), geboren in Mittweida, Sohn eines Leinewebers, Portraitmalers und späteren Fotografen in Chemnitz, hatte 1861 in Dresden ein eigenes Fotoatelier angemeldet. Nachdem er dann von der Albertotypie hörte, der Anwendung eines neuen Vervielfältigungsverfahrens für Fotografien, entwickelte er eine neue Geschäftsidee. Noch vor der Gründung des Deutschen Kaiserreichs informierte sich Römmler dafür intensiv über die neue Technik und bildete sich dann in München, direkt bei dem „Erfinder“ der Albertotypie, Joseph Albert, praktisch fort.
Zurück in Dresden, suchte Emil Römmler zunächst nach finanzieller Unterstützung und fand sie bald in dem Buchhalter Leopold Erasmus Jonas (1839–1905). Zusätzlich zu Römmlers bereits bestehendem Atelier mieteten die beiden gemeinsam neue Räumlichkeiten, anfangs in der Pillnitzer Straße 54 im Stadtteil Pirnaische Vorstadt, und gründeten 1871 die „Kunstdruck-Anstalt Römmler & Jonas“.

### Deutsches Kaiserreich

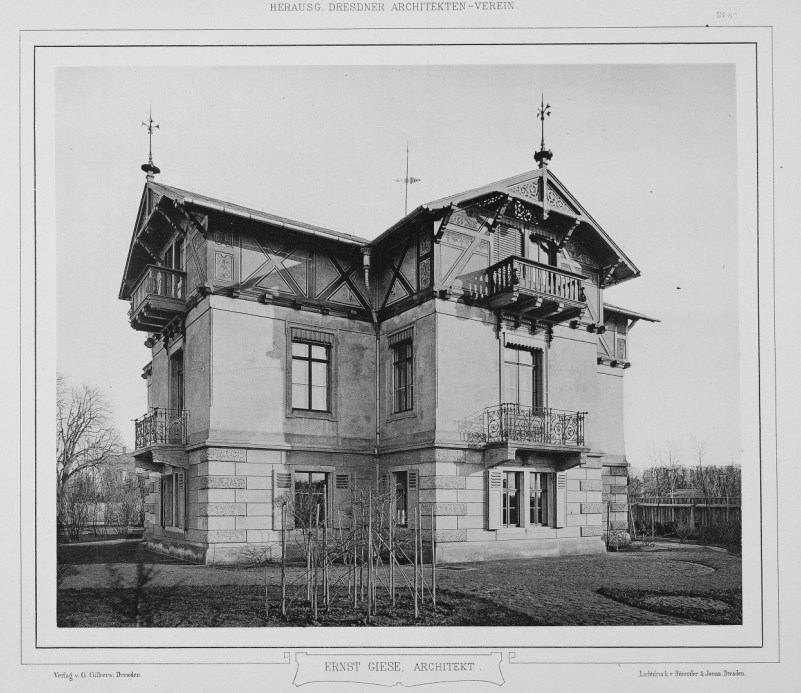
Ernst Gieses „Villa Barteldes“ in Blasewitz,
herausgegeben vom Dresdner Architekten-Verein,
Lichtdruck Römmler & Jonas, um 1875

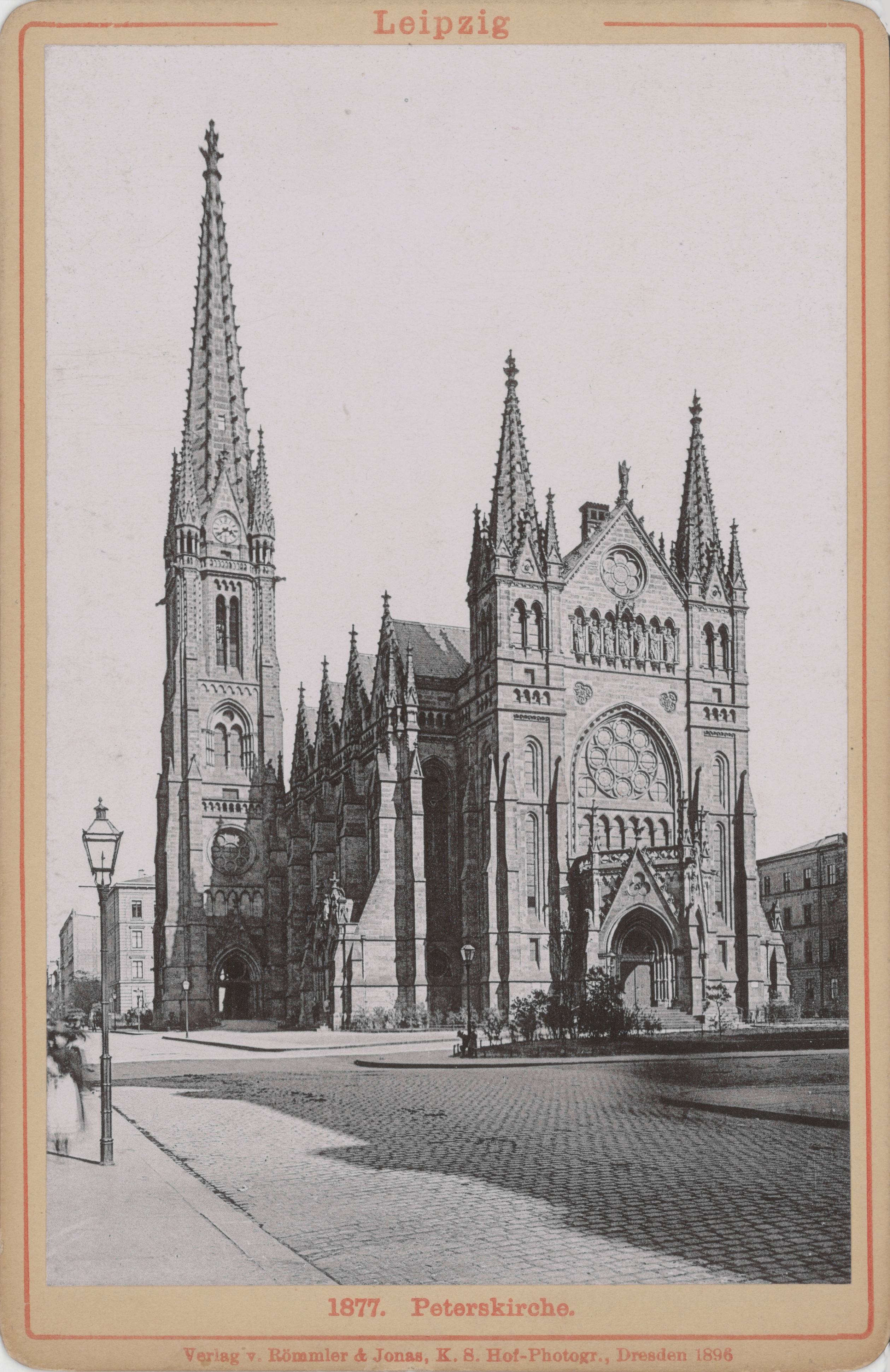
Peterskirche Leipzig – Kabinettfoto, 1896

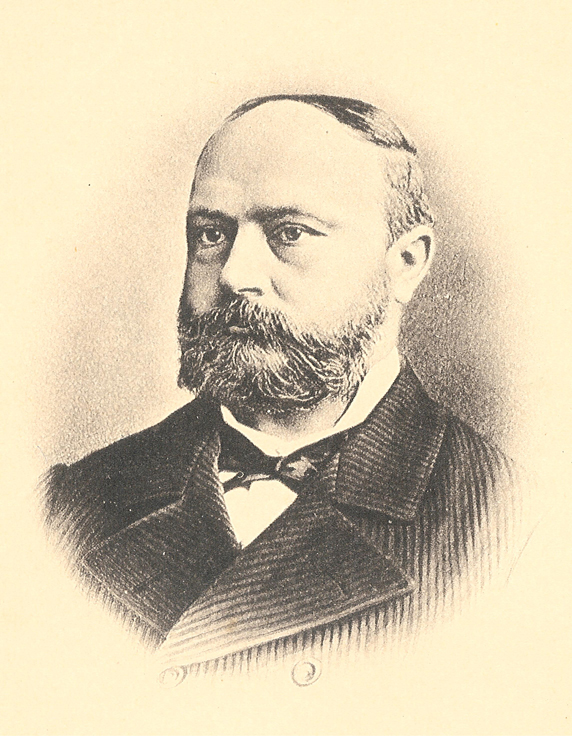
Per Lichtdruck vervielfältigtes Porträt des Rudolf Baumbach in Buchausgabe seiner Erzählung Sommermärchen, vor 1888

Bereits im ersten Jahr wurden 100.000 Drucke gefertigt. Nach ersten Anfangserfolgen mit dem Verkauf von Fotografien konnten schon nach kurzer Zeit – 1873 – neue Firmen- und Geschäftsräume in der Neuen Gasse 28 angemietet werden.
Die Lichtdruckanstalt vervielfältigte 1877 die Zeichnungen des Barons Otto Magnus von Stackelberg über die Griechische Revolution unter dem Titel Bilder aus dem Leben der Neugriechen / Von der Befreiung Griechenlands vom türkischen Joche …
Der rasche Aufstieg von Römmler & Jonas ermöglichte nur wenige Jahre später 1879 den Bau eigener Geschäftsräume mit anliegender Wohnung am Striesener Platz 10. Im selben Jahr wurde Emil Römmler, Fotograf und als Geschäftsführer die treibende Kraft des Unternehmens, der Titel als „Königlich Sächsischer Hoffotograf“ verliehen.
In dieser Zeit entstanden zahlreiche Architekturaufnahmen: Neben prächtig präsentierten Ausgaben von Dresden, etwa zum Dresdner Schloss, zum Grünen Gewölbe und zur Katholischen Hofkirche, sowie von zahlreichen Herrensitzen und Schlössern im Königreich Sachsen, wurden auch Städte und Landschaften in anderen Ländern aufgenommen. Darüber hinaus verbreiteten Römmler & Jonas Bilddokumentationen von den Ausgrabungen in Olympia sowie zu vielen weiteren Themen.
Das Unternehmen beschäftigte auch andere Fotografen. So arbeitete etwa James Aurig schon vor 1887 für das Unternehmen, anfangs als „Operateur für nasse Platten“. Nachdem Aurig sich jedoch mit einem eigenen Atelier selbständig gemacht hatte, fotografierte er auf Wunsch von Emil Römmler und im Auftrag der Lichtdruckanstalt von Römmler & Jonas zum Beispiel in Dresden und Berlin und bereiste für weitere Aufnahmen Holland, Belgien und die Schweiz.
Um die 1880er Jahre entstanden so beispielsweise allein in Hildesheim rund 50 Aufnahmen auf bedruckten Passepartouts des Dresdner Verlages. Wie in vielen anderen Städten wurden „Kulturdenkmäler, Rathäuser, Kirchen, Museen, Theater, Schulen und Verkehrsanlagen, Bürgerhäuser, Adelspaläste und romantische Winkel“ fotografiert. „Auf Wunsch stellten Kunsthändler auch Bildserien zusammen, die sie für ihre Kunden in Leporelloform binden ließen.“
Römmler & Jonas errichteten 1889 einen modernen Großbetrieb in der Blasewitzer Straße 27 in der Johannstadt mit rund 80 Angestellten und 20 Schnellpressen. Der Unternehmer Emil Römmler fertigte zwar immer noch auch selbst fotografische Aufnahmen, handelte längst aber als „Protagonist der industriellen Massenfertigung“. Als er kurz vor der Jahrhundertwende 1899 eine Filiale in der Trinitatisstraße eröffnen wollte, musste er – beim Gewerbeamt der Stadt immer noch „nur“ als „Photograph“ angemeldet – nun konkreter das Gewerbe „einer photographischen Kunstanstalt und Fabrikation von Buchdruck-Klischees“ anmelden.
Die guten Beziehungen Emil Römmlers und „seiner“ Lichtdruckanstalt zur Stadt Dresden dokumentieren die zwischen 1901 und 1903 entstandenen Mappen mit den vervielfältigten Entwürfen aus dem Architektenwettbewerb zum Neuen Rathaus unter dem Titel Im Wettbewerbe für das neue Rathaus in Dresden preisgekrönte und angekaufte Entwürfe nebst dem amtlichen Entwurfe des städtischen Hochbauamtes / Eigentum der Stadt Dresden / Für die Gebrüder der städtischen Kollegien bestimmt …
Emil Römmler übertrug 1909 die Geschäftsführung an seinen Sohn Hans Römmler. Der kurbelte schon im Folgejahr 1910 den Umsatz an mit einem firmeneigenen Produktkatalog unter dem Titel Die Farbenphotographie im Dienste der Postkarte.

### Erster Weltkrieg bis 1945
Nach dem Ausbruch des Ersten Weltkrieges druckten Römmler & Jonas ab 1914 Eingegangene Berichte von unseren im Felde stehenden tapferen Mitarbeitern, die in 33 Folgen bis 1916 veröffentlicht wurden – und dann endeten. Nach Darstellung des Johannstadtarchivs druckte das Unternehmen im Ersten Weltkrieg auch Notgeldscheine.
Die Produktionen in der Weimarer Republik sind einerseits gekennzeichnet von häufig heroisierenden Kriegserinnerungen wie dem 1921 erschienenen Erinnerungsbuch des Sächsischen Reserve-Ulanen-Schützen-Regiments Nr. 18 eines Otto Max Deckwitz, andererseits von sozialen und sehr praktischen Drucken wie beispielsweise Abbildungen für die 1923 erschienenen Unfallverhütungsvorschriften der Sächsischen landwirtschaftlichen Berufsgenossenschaft.
1927 kaufte die Güntz-Stiftung die Kunstdruckerei Römmler & Jonas und führte diese als Zweigwerk der Druckerei der Güntz’schen Stiftung weiter.
Noch vor der Machtergreifung der Nationalsozialisten druckten Römmler & Jonas ein Wahlplakat zur Reichstagswahl März 1933, Inhalt: „Wir wollen einen Frieden der Ehre! Wir wollen nicht Waffen, sondern Gleichberechtigung. … Adolf Hitler will den Frieden! Stimme mit JA! Wähle zum Reichstag den Führer und seine Männer!“ Folgeaufträge ließen nicht lange auf sich warten: Nachdem Die Großstadt Dresden / Statistisches Taschenbuch und Kalender, herausgegeben vom Statistischen Amt der Landeshauptstadt Dresden, 1929 noch von der Dresdner Druckerei von Zahn produziert worden war, erhielt dann unter den Nationalsozialisten Römmler & Jonas den Zuschlag zum Druck des Kalenders.
Während der Luftangriffe auf Dresden wurden am 13. Februar 1945 die meisten Fabrikgebäude des Unternehmens zerstört.

## Nachkriegszeit
In der jungen DDR wurde der Firmenbesitz enteignet, erhaltene Maschinen und Anlagen demontiert und als Reparation in die Sowjetunion verbracht. Das Unternehmen hörte damit auf zu existieren. In die erhaltenen Betriebsgebäude zog ein Verpackungsmaschinen-Werk ein. 1999 wurde der Gebäudekomplex abgerissen.

## Postkarten und Leporellos
Das Unternehmen war einer breiten Öffentlichkeit durch gedruckte Postkarten bekannt. Diese wurden als Städteansichten in Form eines Leporellos angeboten. Sie hatten i. d. R. einen roten Leinendeckel, den Deckeltitel in Goldprägung mit reichlicher Verzierung und eine Größe von 17 mal 11,5 cm. Die Anzahl der verwendeten Fotografien betrug 8, 12 oder 20 Stück. Es wurde nicht vermerkt, wer Fotografen der einzelnen Fotografien sind.

## Auszeichnungen
- Emil Römmler wurde per Dekret des Königs von Sachsen vom 24. Juni 1875 aus freier Entscheidung das Prädikat eines Hofphotographen verliehen.[14]
- Verdienst-Medaille für Lichtdrucke auf der Weltausstellung 1873 in Wien (Abt. Photographie).[15]
- Silbermedaille für Lichtdrucke unter besonderer Anerkennung der Trefflichkeit der von Herrn Emil Römmler gemachten Interieur- und Architekturaufnahmen, sowie der vollendeten Wiedergabe derselben durch Lichtdruck bei der Photographischen Ausstellung der Photographischen Gesellschaft in Wien 1875.[16]
- Bronzemedaille auf der 1. Photographischen Ausstellung in Brüssel 1875.[17]
- Medaille[18] für Schnellpressen-Lichtdrucke auf der Weltausstellung in Philadelphia 1876[19]
- Zweiter Preis für Schnellpressen-Lichtdrucke auf der Ausstellung der vervielfältigenden Künste in Nürnberg 1877.[20]
- Preis-Diplom auf der Kunstgewerbliche Ausstellung in München 1878.[21]